# ファンシー・ゲーム
『ファンシー・ゲーム』は宝塚歌劇団の舞台作品。宝塚以外の公演では『ニュー・ファンシー・ゲーム』に改題している。
星組公演。
宝塚公演の併演作品は『響け!わが歌』、その他・公演は『美しき忍びの季節』。

## 解説
※『宝塚歌劇100年史（舞台編）』の宝塚大劇場公演のページを参照
ヒロイン（演：東千晃）をひたすら愛し、危険から彼女を守ろうとするヒーロー（演：瀬戸内美八）。そこに誘惑者であるライバル（演：峰さを理）が加わり、この三人が追いつ追われつ不思議な世界を駆け抜けていく、三人の男女の愛の葛藤をテーマにしたショー作品。
三木章雄は宝塚大劇場での演出家デビュー作品となった。

## 公演期間と公演場所
- 1980年8月14日 - 9月30日[3]　宝塚大劇場
- 1980年12月4日 - 12月27日[4]　東京宝塚劇場

- 1981年5月1日 - 5月5日[5]　福岡市民会館
- 1981年5月7日 - 5月22日[5]　中津川、奈良、福山、備前、広島、柏、浜松、豊橋、多治見、青森、三沢、八戸、盛岡
- 1981年6月6日 - 6月28日[5]　一宮、小牧、横浜、西尾、諫早、菊池、大川、唐津、熊本、呉、岡山、北九州八幡、北九州小倉、飯塚、那覇、沖縄

## 宝塚大劇場公演のデータ
形式名は「スーパー・ファンタジー」。16景。

### スタッフ（宝塚大劇場）
- 作・演出：三木章雄[3]
- 音楽[6]：寺田瀧雄、高橋城、筒井広志
- 音楽指揮：橋本和明[6]
- 振付：朱里みさを、県洋二、羽山紀代美、謝珠栄
- 装置：大橋泰弘[6]
- 衣装：任田幾英[6]
- 照明：今井直次[7]
- 音響：松永浩志[7]
- 小道具：万波一重[7]
- 効果：川ノ上智洋[7]
- 演出補：村上信夫[7]
- 演出助手[7]：中村暁、石田昌也
- 制作：久国高[7]
- ヘア・デザイン：和田好弘[7]